# Reguero

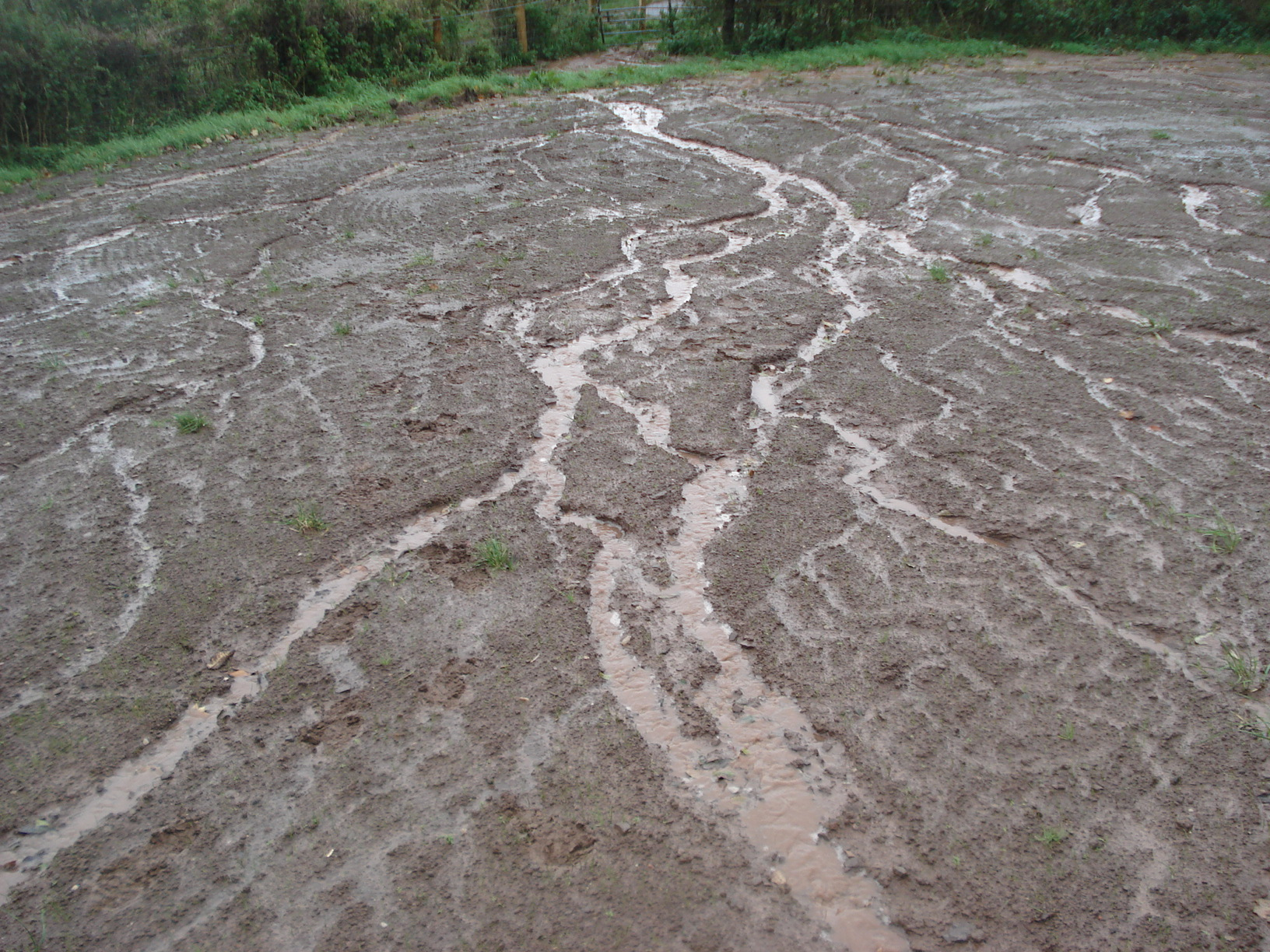
Una vista descendente de parte de la red de regueros en erosión del condado de Tyrone, Irlanda del Norte. Vea a continuación una vista de cerca de un solo riachuelo.

En la geomorfología de laderas, un reguero es un canal poco profundo (de no más de unas pocas pulgadas / decímetros de profundidad) cortado en el suelo por la acción erosiva del agua superficial que fluye. Los canales incisos similares pero más pequeños se conocen como micro-regueros, mientras que los canales incisos más grandes se conocen como cárcavas o barrancos.
Los regueros artificiales son canales construidos para transportar un suministro de agua desde una fuente de agua distante. En el diseño de paisajes o jardines, las regueras construidas son una fuente de agua estética.

## Regueros creados por la erosión

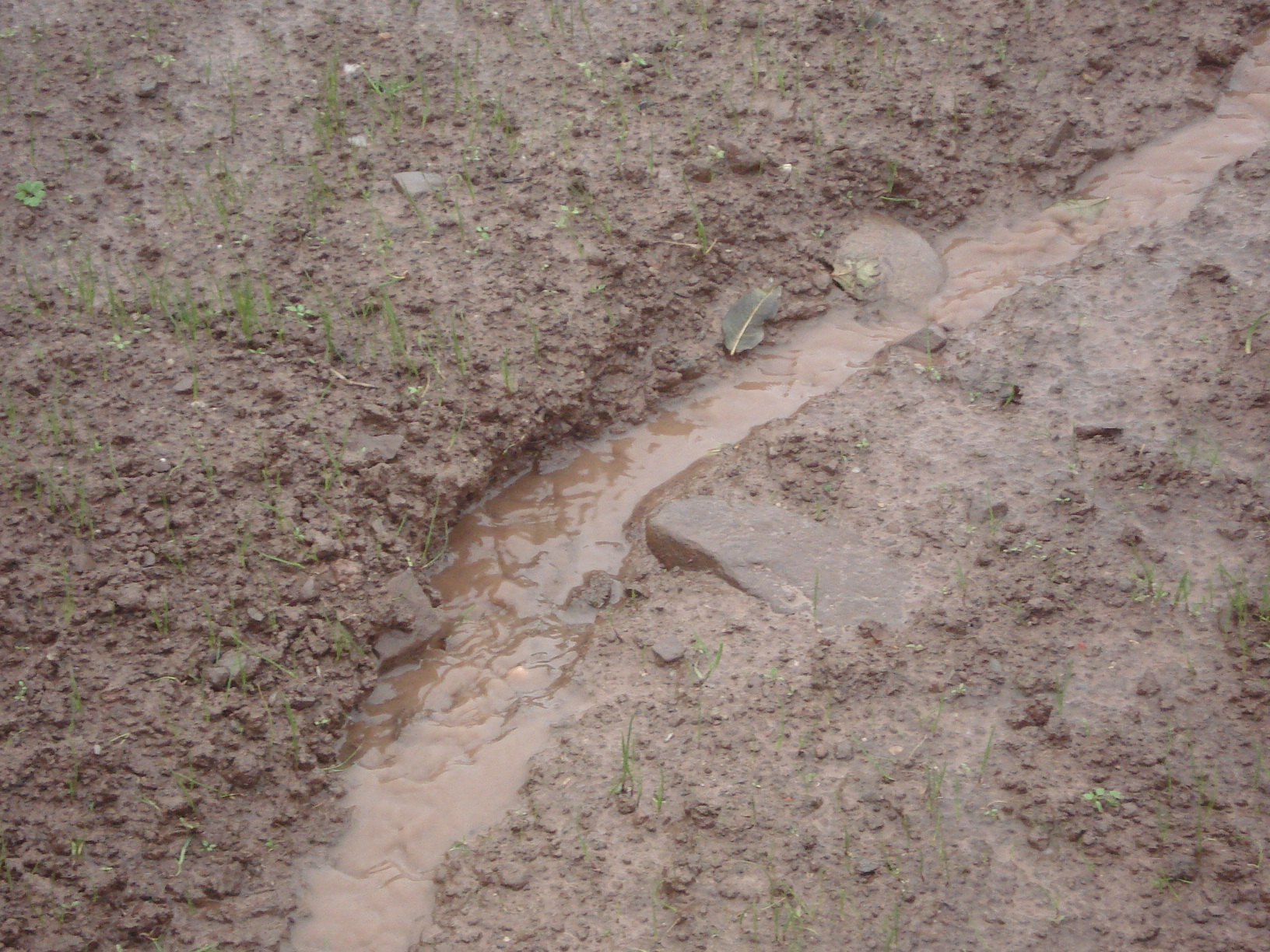
Agua que fluye por un reguero en erosión activa en tierras agrícolas desnudas en el condado de Tyrone en Irlanda del Norte

Los regueros son canales estrechos y poco profundos que se erosionan hasta dejar el suelo desprotegido por la escorrentía de las laderas. Dado que el suelo suele quedar desnudo durante las operaciones agrícolas, pueden formarse regueros en las tierras de cultivo durante períodos vulnerables. Los regueros también pueden formarse cuando el suelo desnudo queda expuesto después de ser deforestado o durante actividades de construcción .
Los regueros o surcos son bastante fáciles de ver cuando se hacen las primeras incisiones, por lo que a menudo son el primer indicio de un problema de erosión en curso. A menos que se implementen medidas de conservación del suelo, los regueros en áreas que se erosionan regularmente pueden eventualmente transformarse en características erosivas más grandes, tales como cárcavas o incluso (en regiones semiáridas ) en badlands .

### Iniciación de los regueros
Los regueros se crean cuando el fuego erosiona la capa superficial del suelo en las laderas y, por lo tanto, se ven significativamente afectados por los patrones climáticos estacionales. Suelen aparecer con mayor frecuencia en los meses más lluviosos. Los regueros comienzan a formarse cuando la tensión cortante de la escorrentía, la capacidad de la escorrentía superficial para desprender partículas del suelo, supera la resistencia cortante del suelo, la capacidad del suelo para resistir una fuerza que trabaja paralela a la superficie del suelo. Esto inicia el proceso de erosión a medida que el agua libera partículas del suelo y las arrastra pendiente abajo. Estas fuerzas explican por qué los suelos arenosos y francos son especialmente susceptibles a la formación de regueros, mientras que las arcillas densas tienden a resistir la formación de los mismos.

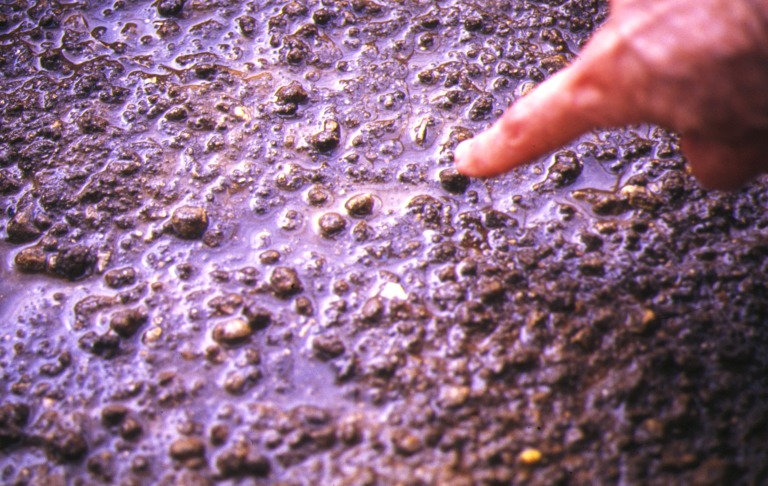
Inicio de un reguero: el dedo apunta a un venero que acaba de ser incidido por el agua que fluye de derecha a izquierda.

Los regueros no pueden formarse en cualquier superficie y su formación está intrínsecamente relacionada con la inclinación de la pendiente de una ladera. La gravedad determina la fuerza del agua, la cual proporciona la energía necesaria para iniciar el ambiente erosivo necesario para crear regueros. Por lo tanto, la formación de regueros está controlada principalmente por la pendiente de la ladera. La pendiente controla la profundidad de los surcos, mientras que la longitud de la pendiente y la permeabilidad del suelo controlan el número de incisiones en un área. Cada tipo de suelo tiene un valor umbral, un ángulo de pendiente por debajo del cual la velocidad del agua no puede producir suficiente fuerza para desalojar suficientes partículas de suelo para que se formen regueros.  Por ejemplo, en muchas pendientes no cohesivas, este valor umbral ronda un ángulo de 2 grados con una velocidad de corte entre 3 y 3,5. cm/s. 
Una vez que comienzan a formarse los regueros, están sujetos a una variedad de otras fuerzas erosivas que pueden aumentar su tamaño y volumen de producción. Hasta un 37% de la erosión en una zona plagada de regueros puede deberse al movimiento en masa o al colapso de sus paredes laterales. A medida que el agua fluye a través de un reguero, socava las paredes y provoca un derrumbe. Además, a medida que el agua se filtra en el suelo de las paredes, estas se debilitan, aumentando la posibilidad de que colapsen. La erosión creada por estas fuerzas aumenta el tamaño del reguero y al mismo tiempo aumenta su volumen de salida. 
Aunque mucho menos frecuente, la disolución de la piedra caliza y otras rocas solubles por lluvias y escorrentías ligeramente ácidas también da lugar a la formación de características similares a la de los regueros en la superficie de la roca. 

### Importancia de la erosión por regueros

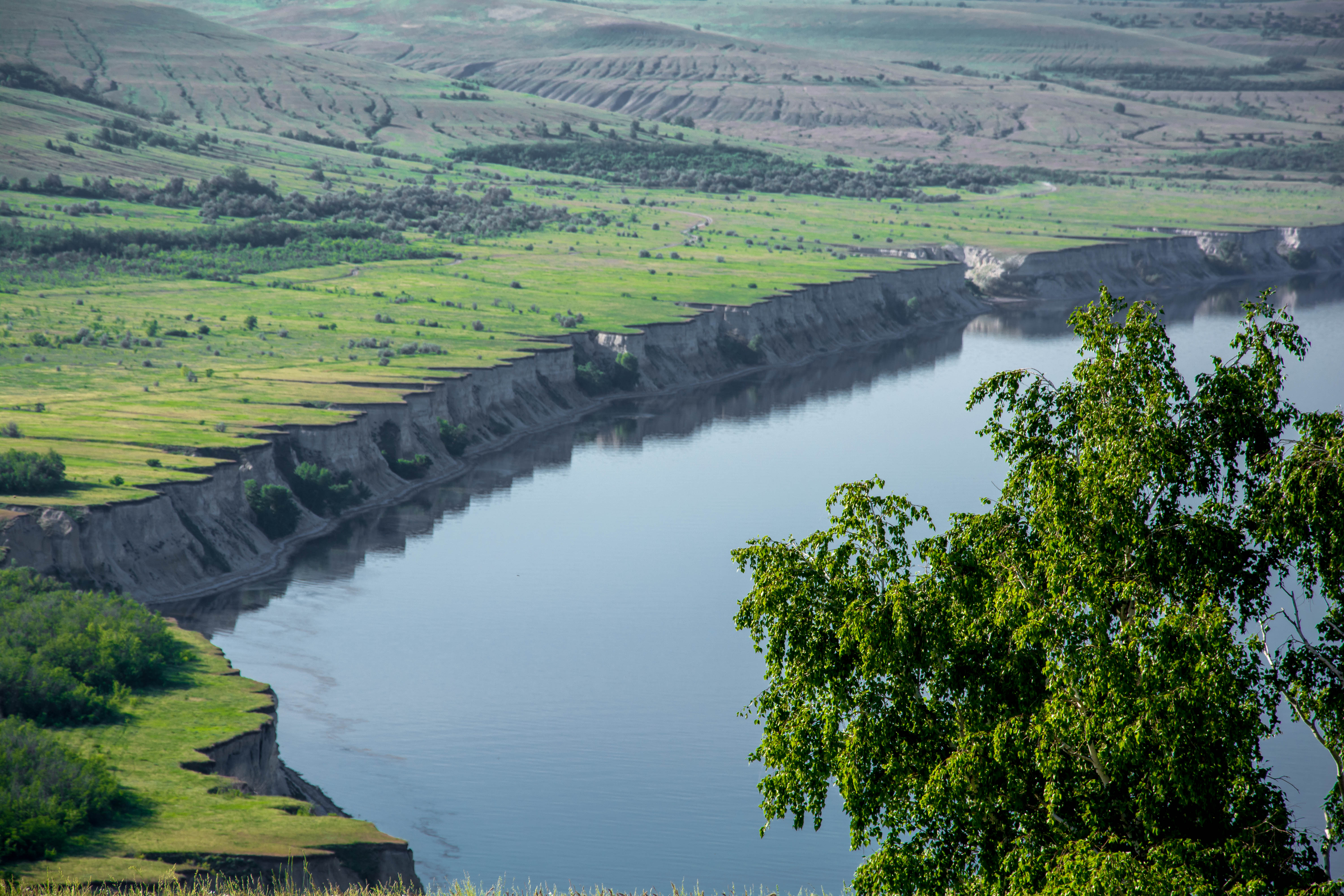
Paisaje formado por la erosión de los regueros en el Óblast de Volgogrado en Rusia.

Aunque los regueros son pequeños, transportan cantidades significativas de tierra cada año. Algunas estimaciones sostienen que el flujo de los regueros tiene una capacidad de transporte casi diez veces mayor que la de las zonas sin ellos. Con una lluvia moderada, el flujo del reguero puede arrastrar fragmentos de roca de hasta 9 cm de diámetro pendiente abajo. En 1987, el científico J. Poesen realizó un experimento en el campo Huldenberg en Bélgica que reveló que durante una lluvia moderada, la erosión por regueros eliminó hasta 200 kg (en peso sumergido) de roca. 
Desafortunadamente, el efecto considerable que los regueros tienen sobre los paisajes a menudo repercute de forma negativa en la actividad humana. Se han observado regueros que arrasan sitios arqueológicos.  También son muy comunes en las zonas agrícolas porque la agricultura sostenida agota gran parte del contenido orgánico del suelo, aumentando la erosionabilidad del suelo. Las máquinas agrícolas, como los tractores, compactan el suelo hasta el punto en que el agua fluye sobre la superficie en lugar de filtrarse en el suelo. Las huellas de las ruedas de los tractores a menudo canalizan el agua, proporcionando un entorno perfecto para la generación de riachuelos. Si se dejan solos, estos regueros pueden erosionar cantidades considerables de suelo cultivable. 
Con un manejo adecuado del campo, los regueros son pequeños y se reparan fácilmente mediante la labranza del suelo en contorno. Esto evitará, al menos por un tiempo, que los regueros crezcan y erosionen el paisaje más rápidamente con el tiempo. 